# 弗朗茨·克姆泽尔
弗朗茨·克姆泽尔（德語：Franz Kemser，1910年11月11日—1986年1月20日），德国前男子雪车运动员。他曾代表德国参加1952年冬季奥林匹克运动会雪车比赛，联同安德烈亚斯·奥斯特勒、弗里德里希·库恩和洛伦茨·尼贝尔获得男子四人金牌。